# (39451) 3992 T-3
3992 T-3 (asteroide 39451) é um asteroide da cintura principal. Possui uma excentricidade de 0.18075710 e uma inclinação de 3.34434º.
Este asteroide foi descoberto no dia 16 de outubro de 1977 por Cornelis Johannes van Houten e Ingrid van Houten-Groeneveld e Tom Gehrels em Palomar.